# Vesicularia albo-viridis
Vesicularia albo-viridis là một loài Rêu trong họ Hypnaceae. Loài này được (Renauld) Broth. miêu tả khoa học đầu tiên năm 1908.